# 赤崁樓石馬

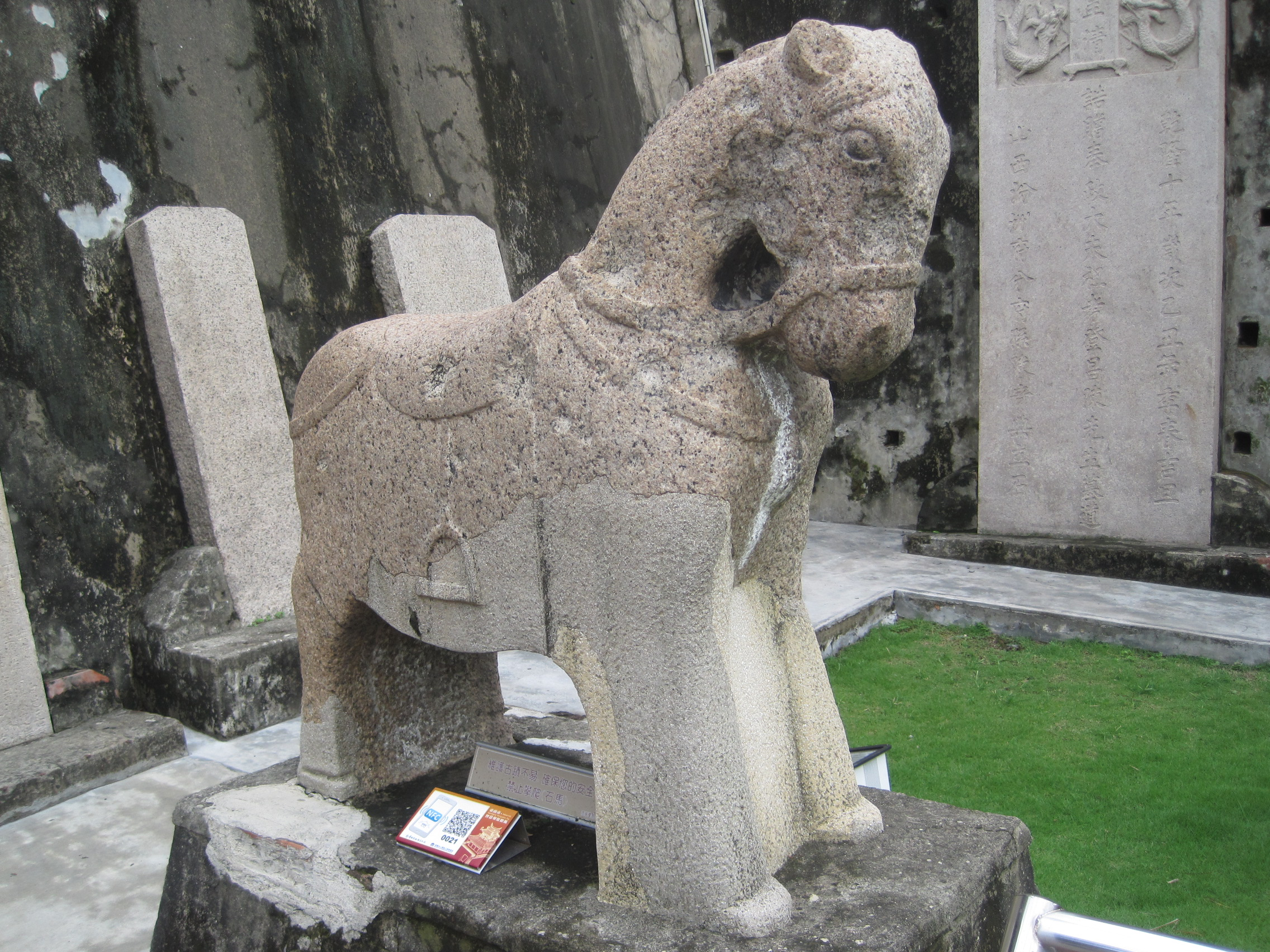
位於赤嵌樓的石馬

赤崁樓石馬，是臺南市赤崁樓文昌閣下的石馬，原為鄭其仁墓前石馬。傳說在入夜後會化作妖怪騷擾百姓。

## 傳說

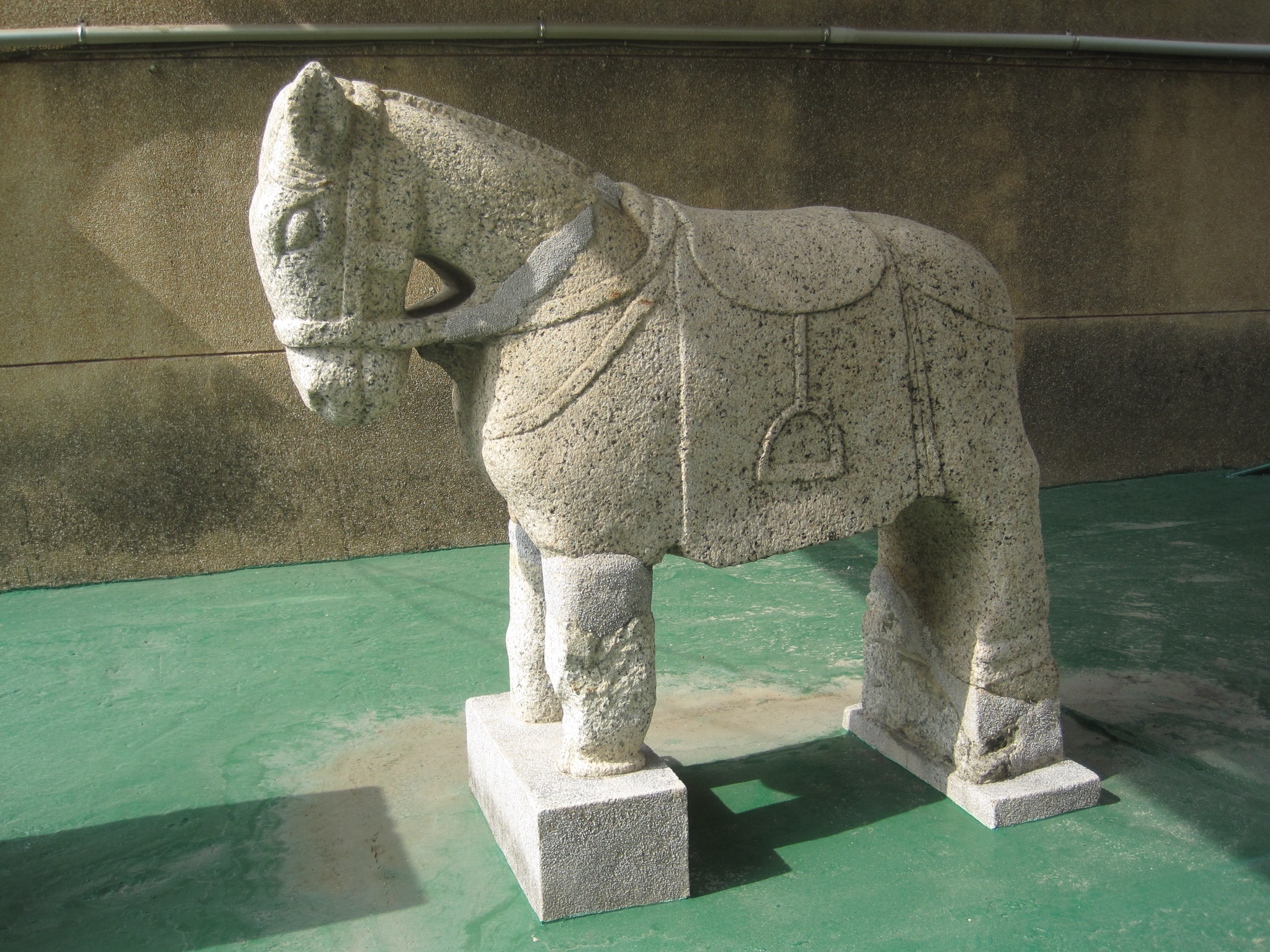
位於鹽行天后宮的石馬

石馬原本位在永康洲仔尾一帶，日治時代移到赤崁樓。過去傳說當地曾有白馬精出沒，會在晚上出現吃人並破壞田裡莊稼或器物。當地居民暗中跟蹤，發現白馬精消失在一座大墓附近，墓前有一對石馬。當地居民認為白馬精就是石馬所化，因此打斷石馬的腳，據說後來白馬精果然不再出現。

## 歷史
這批石馬原屬於鄭其仁之墓。昭和八年（1933年）夏天，任教於臺南第一中學校（今南二中）的東洋史教諭前島信次以「關於鄉土歷史、傳說、迷信」為該年學生暑假作業的主題，其中一位學生小林悅郎以石馬傳說為作業，小林的父親任職於三崁店製糖會社，他寫道「傳說在三崁店附近的洲仔尾小聚落，有一個大有來頭的古墓，墓庭立有兩隻石馬，因夜時經常損毀農作物，所以距今約百年前，石馬就被埋入地下。」
前嶋信次將此事告知野田八平後，野田八平與臺南一中教頭鹽塚勝之、前島信次、錦町坂本寫真館主坂本憲章及本土學者石暘睢5人，一起探查傳說答案。昭和八年11月12日，於新豐郡永康庄園地發現五尺高的石柱，然後在石柱不遠處雜草發現被沙土掩埋的墳墓，墓碑刻有「嘉慶丁卯年修、聖旨欽賜祭葬人祀昭忠祠軍功遊府加都閫府世襲雲騎尉罔替鄭府君佳塋」字樣。並在地下六尺處發現一隻石馬，長六尺、高四尺，重1500餘斤。得到業主唐全祿的允諾後，送到安平史料館陳列。:76-77
此次出土的石馬被石暘睢移置到赤嵌樓內。後來到了1977年2月16日，學者石萬壽與周泰宏在南良實業公司（當時為南良紡織廠）大門進去右側一帶挖到鄭其仁墓，並發現了另一匹石馬（現存於鹽行天后宮後方）。巧合的是發現赤崁樓石馬的石暘睢與發現另一匹石馬的石萬壽同為石時榮後裔。
這兩匹石馬的前腿都被打斷，與傳說中馬腿被居民打斷相符。不過前臺南市文獻委員楊森富曾表示，這兩匹石馬的腿之所會斷可能是當初林爽文子弟兵的後代報復所致。

## 相關作品
- 2013《仲夏夜府城》（公視人生劇展），廖士涵導演，巫建和、喜翔、袁詠琳、楊麗音 、張再興、蔡明修主演[7]。

## 外部連結
- 野田八平，石馬發掘に就て （页面存档备份，存于），臺灣大學特藏臺灣文獻期刊。